# Piotr Galantowicz
Piotr Galantowicz (ur. 5 października 1946, zm. 7 stycznia 2014 we Wrocławiu) – polski koszykarz, występujący na pozycji obrońcy, multimedalista mistrzostw Polski, po zakończeniu kariery zawodniczej – trener koszykarski. 

## Osiągnięcia
Klubowe
- Mistrz Polski (1970)[2]
- Wicemistrz Polski (1972)
- Brązowy medalista mistrzostw Polski (1966, 1967, 1969, 1971, 1973, 1974)
- Zdobywca pucharu Polski (1971–1973)
- Uczestnik rozgrywek Pucharu Europy:
  - Mistrzów Krajowych (1970/1971 – II runda)
  - Zdobywców Pucharów (1973 – II runda[3], 1974 – I runda)
- Uczestnik mistrzostw Europy U–18[4] (1964 – 6. miejsce)[5]